# باشگاه فوتبال آکادمیا کینتانا
آکادمیا کینتانا یک باشگاه فوتبال از سان خوان، پورتوریکو است. آنها در سال ۱۹۶۹ تأسیس شدند و به همین دلیل یکی از قدیمی‌ترین باشگاه‌های موجود در پورتوریکو هستند. آنها یکی از اعضای بنیانگذار لیگ فوتبال پورتوریکو، اولین لیگ سراسری جزیره هستند. تیم ذخیره آنها در لیگ ملی بازی می‌کند. این باشگاه بازی‌های خانگی خود را در ورزشگاه هیرام بیتورن برگزار می‌کند و این ورزشگاه را با اتلتیکو سن خوان به اشتراک می‌گذارد. این تیم در حال حاضر در لیگ پورتوریکو بازی می‌کند.